# Schönefeld (Nuthe-Urstromtal)
Schönefeld ist ein Ortsteil der Gemeinde Nuthe-Urstromtal im Landkreis Teltow-Fläming in Brandenburg.

## Geografische Lage
Schönefeld liegt südwestlich des Gemeindezentrums. Im Nordosten befindet sich der Ortsteil Kummersdorf-Gut der Gemeinde Am Mellensee. Es folgen im Uhrzeigersinn Horstwalde und Schöbendorf (jeweils zu Baruth/Mark) sowie die weiteren Ortsteile von Nuthe-Urstromtal Lynow, Gottow und Schöneweide. Das in Dümde entspringende Hammerfließ durchfließt die Gemarkung in West-Ost-Richtung.

## Geschichte und Etymologie

### 12. bis 15. Jahrhundert
Die Siedlung wurde im 12. Jahrhundert von deutschen Einwanderern nördlich des älteren, von slawischen Siedlern gegründeten Ortes Dümde und damit nördlich des Hammerfließes angelegt und entwickelte sich zu einem kleinen, linsenförmigen Angerdorf. Die erste urkundliche Erwähnung des Ortes erfolgte am 26. Juli 1444, als die Burgherren von Pegau bei Leipzig den Ort an die Brüder Balthasar und Caspar von Schlieben belehnten. Die von Schlieben nahmen die Herrschaft Baruth von den askanischen Herzögen von Sachsen-Wittenberg zu Lehen, so dass auch Schönefeld in den Einflussbereich der Herrschaft kam. In dieser Urkunde taucht der Ort als vnd an Schönefelt auf, was so viel wie „schönes Feld“ bedeutet. Damit ist die Lage am Hammerfließ gemeint, die den Einwohnern neben Windmühlen auch den Betrieb einer Wassermühle ermöglichte. Das Dorf (villa) wurde 1465 erneut erwähnt, dieses Mal als Im dorffe schonefeldt. Die Bewohner leisteten Abgaben an die von Schlieben. Im Jahr 1474 erhielt Balthasar von Schlieben vom Richter 6 Groschen (gr) 3 Pfennig (d) für ein Lehnpferd, von einem Einwohner 4 Scheffel Korn 30 gr, von einem Einwohner 1 Scheffel 1 Viertel (Vt) korn und 10 gr. Zwei Kossäten gaben 10 gr bzw. 10 gr und 3 d. Der Anteil von Offe und Jorge von Schlieben umfasste Abgaben des Richters in Höhe von 13 gr 6 Heller für ein Lehnpferd sowie 2 ½ Scheffel Korn und 23 gr von je zwei Einwohnern. Ein anderer Einwohner zahlte 4 Scheffel Korn, ½ Schock und 2 gr, ein weiterer Einwohner 4 Scheffel Korn, 30 gr. Vier Kossäten zahlten je 11 gr. Magnus und Balthasar von Schlieben erhielten vom Richter 20 gr für ein Lehnpferd sowie von 5 Einwohnern je 4 Scheffel Korn und 30 gr. Fünf Kossäten zahlten je 10 gr, der Hammerknecht 10 gr.

### 16. Jahrhundert
Im Jahr 1529 wurden lediglich elf Hufner und elf Gärtner erwähnt. Pfarrhufen waren nicht ausgewiesen und möglicherweise in Kemlitz enthalten; ebenso die Einkünfte des Pfarrers. Detaillierte Angaben liegen aus dem Jahr 1542 aus Schonnfeldt, Schonfelt vor: Demnach erhielt die Witwe von Schlieben Abgaben von elf Steuerpflichtigen: einmal 60 Rheinische Gulden (fl), fünfmal 30 fl, viermal 15 fl und einmal 9 fl. Die Brüder von Schlieben konnten auf zwölf Steuerpflichtige zugreifen. Einer besaß ein Haus, Hof, zwei Zugpferde, vier Zugochsen, etliche Stück Acker, vier Kühe, drei jährige Kälber, drei Sogkälber und zahlte 52 fl. Ein weiterer besaß ein Haus, Hof, drei Zugpferde, zwei Ochsen etlichen Breiten Acker, zwei Kühe, zwei Stirichen, drei Sogkälber und zahlte 48 fl. Ein weiterer besaß ein Haus, Hof, acht Zugpferde, zwei Ochsen, drei Breiten Acker, sechs Kühe, drei Fohlen, zwei Stirichen und zahlte 33 fl. Ein weiterer besaß ein Haus, Hof, zwei Zugochsen und zahlte 8 fl, ein anderer besaß ein Haus, zwei Kühe, zwei jährige Kälber und zahlte 15 fl. Ein weiterer hatte ein Haus, einen Garten, zwei Zugochsen, zwei Kühe, ein jähriges Kalb und zahlte 17 fl. Ein weiterer besaß ein Haus mit Hof, vier Zugpferde, zwei Ochsen, etlichen Acker, vier Kühe, sechs Jährlinge und zahlte 64 fl. Ein weiterer besaß ein Haus mit Hof, drei Zugochsen, zwei Ochsen, etlichen Acker, zwei Kühe, drei jährige Kälber und zahlte 47 fl. Ein weiterer besaß ein Haus mit Garten, eine Kuh, eine Ferse und zahlte 15 fl, ein weiterer besaß ein Haus mit Hof, vier Zugochsen, drei Stück Acker, drei Kühe, zwei jährige Kälber und zahlte 39 sowie ein letzter Bewohner mit Haus und Garten, zwei Kühen, einem jährigen Kalb der 25 fl zahlte. Dem Dorf war keine Hufenzahl zugewiesen. Eine weitere Statistik aus dem Jahr 1551 führte für Das Dorff schonefeldtt 21 Veranlagte auf, davon besaßen zwölf Güter. Sie zahlten einmal 18 Schock, einmal 13 Schock, einmal 12 Schock, einmal 11 ½ Schock, fünfmal 11 Schock, einmal 9 Schock, einmal 8 ½ Schock und einmal 7 ½ Schock. Neun besaßen Höfe, davon zahlten zwei 7 Schock, einer 6 ½ Schock, zwei 6 Schock, einer 5 Schock, einer 4 ½ Schock, einer vier Schock und eine Person 2 Schock. Im Jahr 1555 wurde lediglich von elf Hufnern und elf Gärtnern berichtet (ebenso im Jahr 1575). Jeder Hufner sollte 1 Scheffel Korn von jeder Hufe an den Pfarrer zahlen; weiterhin dem Küster 1 Vt von jeder Hufe. Die Gärtner zahlten jedoch ½ Scheffel Korn an den Pfarrer und dem Küster Geld. Im Jahr 1575 erhielt der Pfarrer 12 Scheffel Korn und sollte von jedem Hufner 1 Scheffel erhalten. Einer bezahlte jedoch 2 Scheffel, sechs weitere hingegen nur ½ Scheffel. Die Kossäten sollten jeder ½ Scheffel bezahlen, es bezahlte aber nur einer 1 Scheffel. Der Küster erhielt 3 Scheffel Korn, vom Schulzen 2 Vt und von allen anderen 1 Vt Brot, während die Kirche nur Geldeinkünfte bezog. Eine Statistik aus den Jahren 1593/1594 wies 23 Veranlagte auf. Der Schulze zahlte 1 fl 3 gr, zehn Personen 1 fl 11 gr und von den 12 Gärtnern jeder 11 gr; ein Kossätenhof war unbesetzt.

### 17. und 18. Jahrhundert
Aus dem 17. Jahrhundert existieren bislang nur Angaben aus dem Jahr 1672: Demzufolge gab es elf Bauerngüter, darunter das Schulzengut. Jedoch war nur eines besetzt, einer entlaufen, eines neu angenommen und acht wüst. Die zwölf Kossätenhöfe, darunter die Schmiede, waren allesamt wüst.
Im Jahr 1718 wurde von elf Hufnern, sieben Kossäten oder Gärtnern berichtet, die auf 17 ½ Hufen insgesamt 59 Scheffel 8 Metzen aussäten; auf jede Hufe 3 Scheffel 8 Metzen. Der Schulze konnte im Jahr 1720 auf zwei Hufen 10 ½ Scheffel aussäen und 4 Fuder Heu ernten. Ein anderer Einwohner hatte auf 1 ½ Hufen 6 Scheffel Aussaat und 2 Fuder Heu, einer auf 1 ½ Hufen 6 Scheffel Aussaat und 2 Fuder Heu und eine weitere Person auf 1 ½ Hufen ebenfalls 6 Scheffel Aussaat aber 4 Fuder Heu. Ein anderer Bauer kam bei 1 ½ Hufen auf 6 ¾ Scheffel Aussaat und 3 Fuder Heu. Sieben Personen besaßen je 1 ½ Hufen mit 6 Scheffel Aussaat und 3 Fuder Heu, sechs weitere Personen besaßen je ein Haus mit Garten und 2 Metzen Aussaat, ein Feld zu ¼ Scheffel Aussaat und 1 Fuder Heu. Eine Person besaß ein Haus mit Garten zu 1 ½ Metzen Aussaat, ein Feld zu ¼ Scheffel Aussaat sowie 1 Fuder Heu. Eine andere Person besaß ein Haus mit Garten zu 1 Metze Aussaat, ein Feld zu ¼ Scheffel Aussaat und 1 Fuder Heu; vier Stellen lagen wüst. Im Jahr 1722 gab es im Dorf eine Windmühle sowie einen gräflichen Schützen; die Einwohner betrieben 23 Feuerstätten. Im Jahr 1777 waren es elf Hufner, zwölf Kossäten, ein Häusler; in Summe 24 Einwohner. Schönefeld bestand im Jahr 1791 mit einer Windmühle.

### 19. Jahrhundert
Neben der Landwirtschaft wurde Raseneisenstein und Erz gewonnen; 1800 bestand das Dorf mit Hammer und Windmühle. Bis 1815 gehörte Schönefeld zu Sachsen, danach zu Preußen. Im genannten Jahr hatte sich ein Schneider im Dorf niedergelassen. Durch den Anschluss an die Königlich Preußische Militär-Eisenbahn kam es im Ort zu einem wirtschaftlichen Aufschwung. Für 1824 führte eine Statistik elf Bauern, 16 Kossäten, ein Pferdehirtenhaus, ein Schulhaus und ein Kuhhirtenhaus auf. Schönefeld bestand im Jahr 1837 mit dem Unterhammer und aus 25 Wohnhäusern. Die Gemarkung war im Jahr 1858 insgesamt 5436 Morgen (Mg) groß: 72 Mg Gehöfte, 36 Mg Gartenland, 1072 Mg Acker, 384 Mg Wiese, 833 Mg Weide, 3039 Mg Wald einschließlich Unterhammer. Darauf standen vier öffentliche, 29 Wohn- und 75 Wirtschaftsgebäude, darunter eine Getreidemühle. Im Jahr 1860 bestand das Dorf mit Abbau Windmühle und Unterhammer, 1871, 1885 mit dem Wohnplatz Unterhammer, 1891 mit Dorf und Mühle sowie 1895 und 1905 mit dem Wohnplatz Unterhammer.

### 20. Jahrhundert

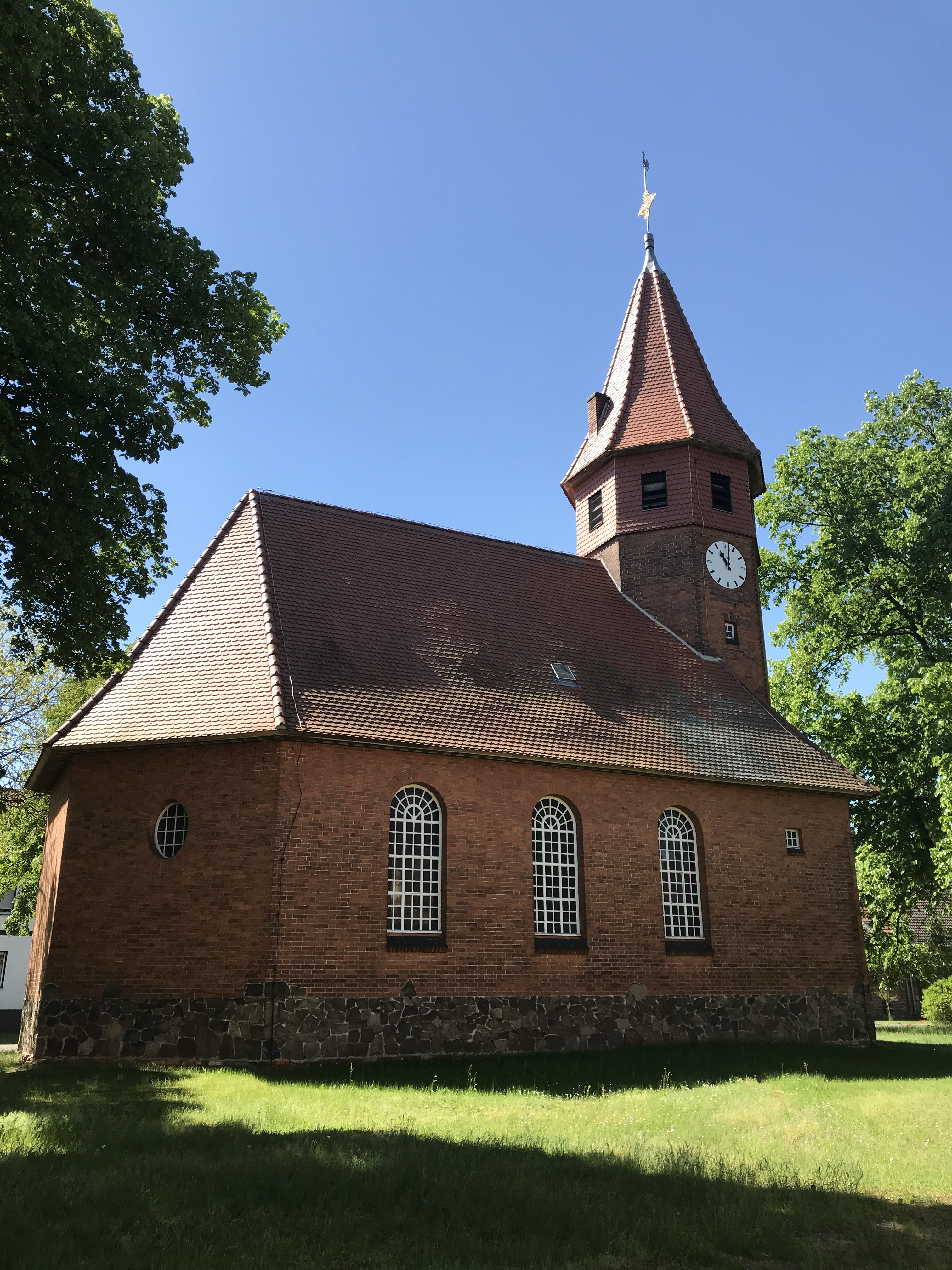
Dorfkirche Schönefeld

Zur Jahrhundertwende umfasste Schönefeld eine Fläche von 1000 Hektar (ha), auf der 42 Häuser standen. Es gab einen Auszüger, sechs Bauern, einen Bauern und Gemeindevorsteher, einen Gastwirt, zwei Gendarmen, einen Hufner, neun Kossäten, drei Stammgutsbesitzer, einen Windmüller und zwei Witwen. 1911 errichtete die Kirchengemeinde eine neoromanische Dorfkirche. Schönefeld wurde 1931 Landgemeinde mit Wohnplatz Unterhammer und umfasste 1001,1 ha mit 52 Wohnhäuser und 87 Haushaltungen. Eine Statistik aus dem Jahr 1939 führte 15 land- und forstwirtschaftliche Betriebe auf, die zwischen 20 und 100 ha groß waren. Weitere 4 Betriebe waren zwischen 10 und 20 ha, 9 zwischen 5 und 10 ha sowie 25 zwischen 0,5 und 5 ha groß.
Nach dem Zweiten Weltkrieg wurden im Rahmen der Bodenreform 142,9 ha enteignet: 30,6 ha Wiese und Weide, 109,2 ha Wald und 2,1 ha Gewässer. Davon gingen 7,6 ha an elf landlose Bauern und Landarbeiter, 61 ha an 19 landarme Bauern, 22,2 ha Waldzulage an fünf Altbauern und 50,8 ha an die Gemeinde. Schönefeld bestand im Jahr 1950 als Gemeinde mit dem Wohnplatz Haus am Hammer und 1957 als Gemeinde mit den Wohnplätzen Ausbauen und Haus am Hammer. Im Jahr 1953 gründete sich eine LPG vom Typ I mit zunächst 17 Mitgliedern und 64 Hektar landwirtschaftlicher Nutzfläche, die 1956 in eine Typ III überging und 1959 an die LPG Typ III Dümde angeschlossen wurde. Im Jahr 1960 gab es eine LPG Typ III, die im Folgejahr 156 Mitglieder und 752 ha Fläche umfasste. Im Jahr 1976 wurde sie mit der LPG Typ III Lynow und der LPG Typ III Stülpe zur LPG (T) Sitz Stülpe zusammengeschlossen. Es gab außerdem eine LPG Typ I, die im Folgejahr elf Mitglieder und 42 ha Fläche umfasste und 1962 an die LPG Typ I Dümde angeschlossen wurde. Im Jahr 1983 gab es im Dorf den VEB Getreidewirtschaft Jüterbog Lager Schönefeld, die Kooperation Urstromtal Abteilung Pflanzenproduktion Jänickendorf Werkstatt Schönefeld und die LPG (T).
Schönefeld wurde am 6. Dezember 1993 in die neue Gemeinde Nuthe-Urstromtal eingegliedert.

## Bevölkerungsentwicklung
| Jahr      | 1817 | 1837 | 1858 | 1871 | 1885 | 1895 | 1905 | 1925 | 1939 | 1946 | 1964 | 1971 | 1981 | 2011 | 2017 | 2023 |
| Einwohner | 160  | 192  | 197  | 197  | 230  | 247  | 301  | 360  | 462  | 603  | 485  | 504  | 477  | 333  | 354  | 352  |

## Sehenswürdigkeiten

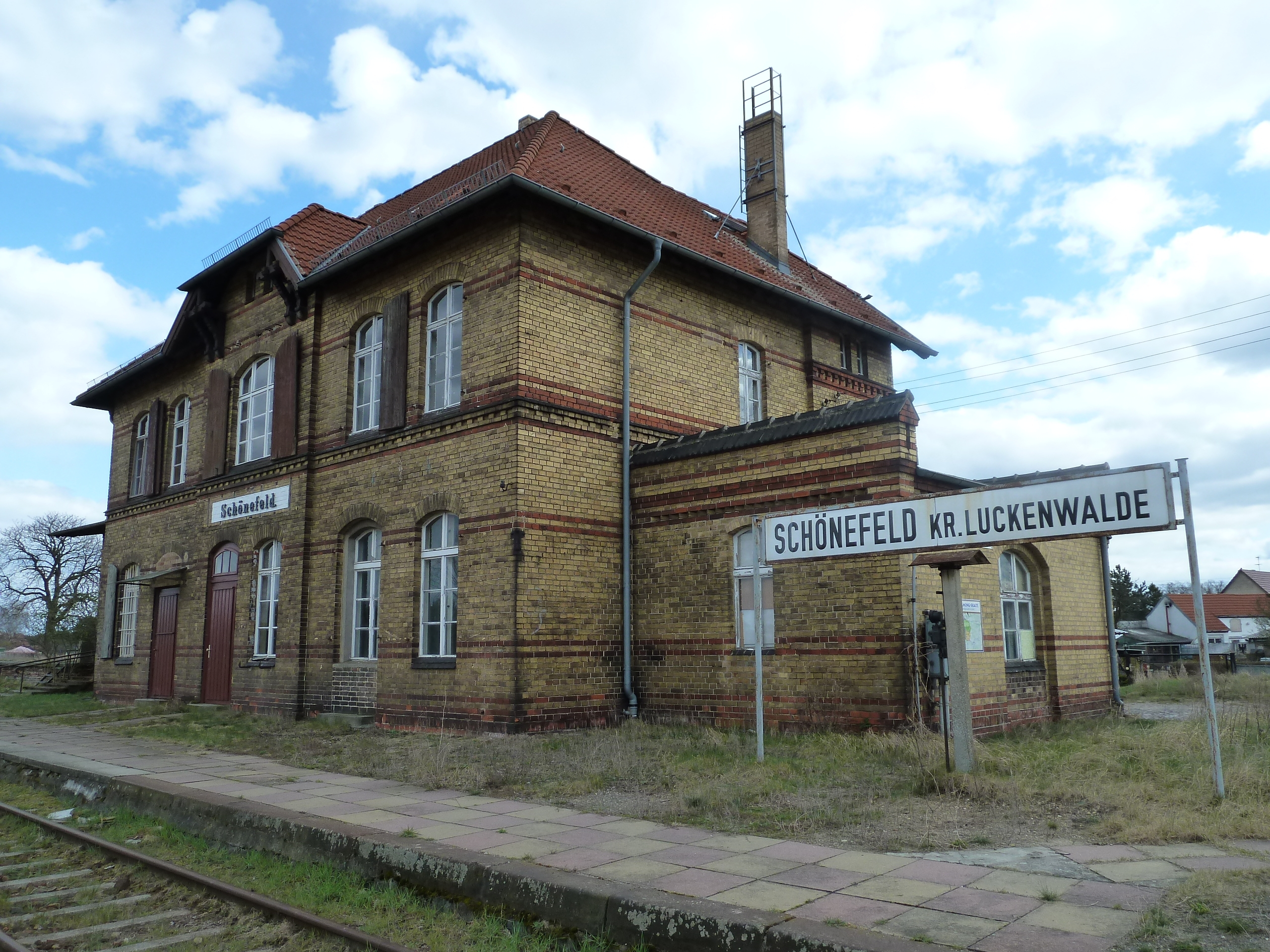
Ehemaliges Bahnhofsgebäude

- Die Dorfkirche mit einem achteckigen Westturm und einem dreiseitigen Chor entstand im Jahr 1911. Im Innern befindet sich eine neubarocke Kirchenausstattung.
- Der Sowjetische Ehrenfriedhof an der Straße nach Horstwalde steht unter Denkmalschutz.
- Bahnhofsgebäude von 1896

## Wirtschaft, Politik und Infrastruktur
Neben der Landwirtschaft sind im Ort einige Handwerksbetriebe, darunter ein Bauunternehmer und ein Klempner sowie mehrere Dienstleister ansässig.
Die Landstraße 70 führt in Nord-Süd-Richtung durch die Gemarkung. Sie verbindet den Ort mit Sperenberg im Norden und über Dümde mit Stülpe im Süden. Nach Westen führt eine Straße nach Gottow. Die Verkehrsgesellschaft Teltow-Fläming bindet den Ortsteil mit der Linie 752 nach Luckenwalde und Stülpe an. Der Zugverkehr im Bahnhof Schönefeld an der Bahnstrecke Zossen–Jüterbog wurde 1896 aufgenommen und 1996 eingestellt, seit 2003 ist die Strecke stillgelegt.

## Persönlichkeiten
- Rudi Dutschke, deutscher marxistischer Soziologe und politischer Aktivist, geboren am 7. März 1940 in Schönefeld. Zu seinen Ehren benannte die Gemeinde 2008 zu seinem 68. Geburtstag einen Platz vor dem Bahnhof in Rudi-Dutschke-Platz.